# Булыга, Виталий Николаевич
Вита́лий Никола́евич Булы́га (бел. Віталь Мікалаевіч Булыга; род. 12 января 1980[…], Могилёв) — белорусский футболист, нападающий. Выступал в сборной Беларуси.

## Карьера

### Клубная

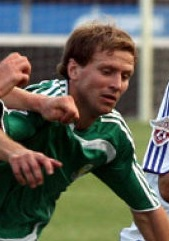
Булыга в «Томи»

Начал заниматься футболом в 1987 году в могилёвской ДЮСШ у тренера Валерия Чаплыгина. С 1997 года выступал за местный «Днепр». С 2002 года выступал за «Крылья Советов». За «Уралан» и «Амкар» играл на правах аренды. В 2006 году подписал контракт с «Томью». 27 января 2008 года перешёл в «Луч-Энергию». В марте 2009 года покинул вылетевший в Первый дивизион «Луч-Энергию» и перешёл в БАТЭ. В марте 2010 года подписал контракт с белгородским «Салютом». С сентября 2010 года выступал за «Шинник». В сезоне 2011/12 выступал за команды «Жемчужина-Сочи» и «Газовик». В 2012 году защищал цвета «Белшины». В 2013 году возвратился в «Днепр». С июля по декабрь 2015 года выступал за минское «Динамо», за которое отыграл во всех турнирах 11 матчей и забил 2 мяча.
В январе 2016 года присоединился к «Белшине». Был капитаном бобруйского клуба. В июле 2016 года покинул команду.
В 2017 году объявил о завершении карьеры.

### Карьера футбольного функционера
Осенью вместе с другим футболистом сборной Беларуси Денисом Ковбой открыл детскую школу в Минске. В январе 2018 года стал начальником команды в минском «Динамо». В апреле был назначен спортивным директором динамовцев. В июне 2019 года покинул клуб.

### В сборной
В составе сборной Беларуси в 2003—2008 годах провёл 37 игр, забил 8 мячей.
В 2008 году сменил гражданство с белорусского на российское, однако по-прежнему имел право выступать за сборную Беларуси.

## Достижения
- Чемпион Беларуси (2): 1998, 2009
- Серебряный призёр чемпионата Беларуси: 2015

## Личная жизнь
Женат. Есть сын и две дочери.